# Evagora I
Evagora, padre di Nicocle (in greco antico: Εὐαγόρας?, Euagóras; Salamina, metà V secolo a.C. – Salamina, 374 a.C.), fu re di Salamina e di Cipro dal 411 a.C. alla sua morte.

## Biografia
Evagora nacque a Salamina a Cipro da stirpe reale, che si vantava di discendere dall'eroe Teucro figlio di Telamone.
Dovette lasciare l'isola dopo che i Fenici si erano impossessati del suo regno nel 415 a.C.. Tornato di nascosto uccise il re Abdemone e nel 411 a.C. diventò re, seguendo una politica filoateniese.
Diede rifugio al generale ateniese Conone dopo la sconfitta nella battaglia di Egospotami (404 a.C.) contro Sparta e riuscì a fargli avere il comando della flotta persiana a vantaggio degli Ateniesi.
Evagora riuscì ad avere il controllo su tutta Cipro, protettorato sotto i Persiani, ed entrò in guerra contro di essi. Intanto gli Ateniesi, che non potevano intervenire a causa della pace di Antalcida non riuscirono a soccorrerlo e, nonostante Acoris, re d'Egitto, fosse suo alleato, perse la guerra contro la Persia, che gli fece riconsegnare tutta l'isola ad eccezione della sola Salamina.
Morì assassinato da un familiare nel IV secolo a.C. ed Isocrate gli dedicò l'orazione funebre Evagora.